# Брэдбери, Малколм
Сэр Ма́лколм Стэ́нли Брэ́дбери (Malcolm Stanley Bradbury; 7 сентября 1932 года, Шеффилд, Англия — 27 ноября 2000 года, Норич, Англия) — британский писатель, преподаватель, критик, литературный учитель Кадзуо Исигуро.

## Биография
Малколм Брэдбери родился 7 сентября 1932 года в Шеффилде в семье железнодорожника. В 1935 году его семья переехала в Лондон, но вскоре вновь вернулась в Шеффилд.
В 1953 году Брэдбери окончил университет Лестера, продолжил обучение в колледже королевы Мэри Лондонского университета. После недолгого пребывания в США, вернулся в Англию в 1958 году для операции на сердце, так как в противном случае он не дожил бы и до средних лет. Находясь в госпитале, он написал сатирический роман «Eating People is Wrong», принёсший автору первую известность. С этого же года начал преподавательскую деятельность в университетах. В 1962 году начал карьеру критика. В 1964 году защитил докторскую диссертацию в Манчестерском университете. В 2000 году за заслуги на литературном поприще был посвящён в рыцари и получил титул сэра.
Брэдбери широко известен благодаря своим романам, однако он также был успешным преподавателем, редактором, критиком, телевизионным драматургом. Его творчество часто сравнивают с творчеством его друга, писателя Дэвида Лоджа.